# Le Vol du pigeon voyageur
Le Vol du pigeon voyageur est un roman de Christian Garcin paru en 2000 aux éditions Gallimard et en 2002 en collection Folio (n°3680)

## Résumé
Le personnage principal, Eugenio Tramonti est un journaliste et écrivain, désabusé et indécis, qui vit à Marseille où il travaille pour un journal régional, La Voix du Sud, propriété du grand patron de presse, Marc de Choisy-Legrand. Quand s'ouvre le roman, Eugenio Tramonti a pris une triple décision: ne plus écrire, ne plus voyager et assumer désormais son goût pour la chanson populaire. C'est alors que Marc de Choisy-Legrand l'envoie en Chine pour y réaliser un reportage sur les hauts-lieux culturels du pays. En réalité, ce reportage est un prétexte: Eugenio a pour mission de retrouver Anne-Laure, la fille de Choisy-Legrand, qui n'a plus donné de nouvelles depuis deux mois. C'est le début d'une enquête qui est aussi une quête labyrinthique.

## Citation
« Il faut parfois ne pas trop en savoir pour atteindre le but recherché. Soyez sûr que si l'on enseignait la géographie à un pigeon voyageur, il n'atteindrait jamais sa destination. »

## Éditions
- Le Vol du pigeon voyageur, Paris, éditions Gallimard, 2000.

## Prix
Prix du Rotary International, 2000